# Бобейка (Молдова)
Бобейка (рум. Bobeica) — село у Гинчештському районі Молдови. Адміністративний центр однойменної комуни, до складу якої також входять села Дахновіч та Дрегушень.

## Населення
За даними перепису населення 2004 року у селі проживали 675 осіб.
Національний склад населення села:
| Національність   | Кількість осіб | Відсоток   |
| ---------------- | -------------- | ---------- |
| молдавани румуни | 667 4          | 98,8% 0,6% |
| росіяни          | 3              | 0,4%       |
| українці         | 1              | 0,1%       |
| Всього           | 675            | 100%       |